# Test harwardzki
Test harwardzki (ang. Harvard step test) – test sportowy mający na celu ocenę wydolności fizycznej osób młodych i zdrowych.
Procedura testu zakłada wchodzenie jedną nogą na stopień o wysokości 51 cm (mężczyźni) i 46 cm (kobiety) w tempie trzydziestu razy na minutę przez pięć minut (mężczyźni) lub cztery minuty (kobiety). Po zakończeniu ćwiczenia mierzy się trzykrotnie tętno przez trzydzieści sekund: 1-1:30, 2-2:30 i 4-4:30 minut od zakończenia. Wskaźnik kondycji fizycznej oblicza się według następującego wzoru:
x pkt. = czas pracy w sekundach x 100 : (2 x suma trzech pomiarów tętna)
Normy do oceny poziomu wydolności fizycznej:
- poniżej 55 punktów: niski poziom wydolności,
- 55–64 punkty: dostateczny poziom wydolności,
- 65–79 punktów: przeciętny poziom wydolności,
- 80–90 punktów: wysoki poziom wydolności,
- powyżej 90 punktów: bardzo wysoki poziom wydolności[1].